# روبليديلو دي تروخايلو
بلدية روبليديلو دي تروخايلو (بالإسبانية: Robledillo de Trujillo)‏، هي بلدية تقع في مقاطعة قصرش والتي تقع في منطقة إكستريمادورا، غرب إسبانيا.
يبلغ عدد سكانها 490 نسمة وفقاً لإحصائية سنة (2002).